# Geografia Elveției

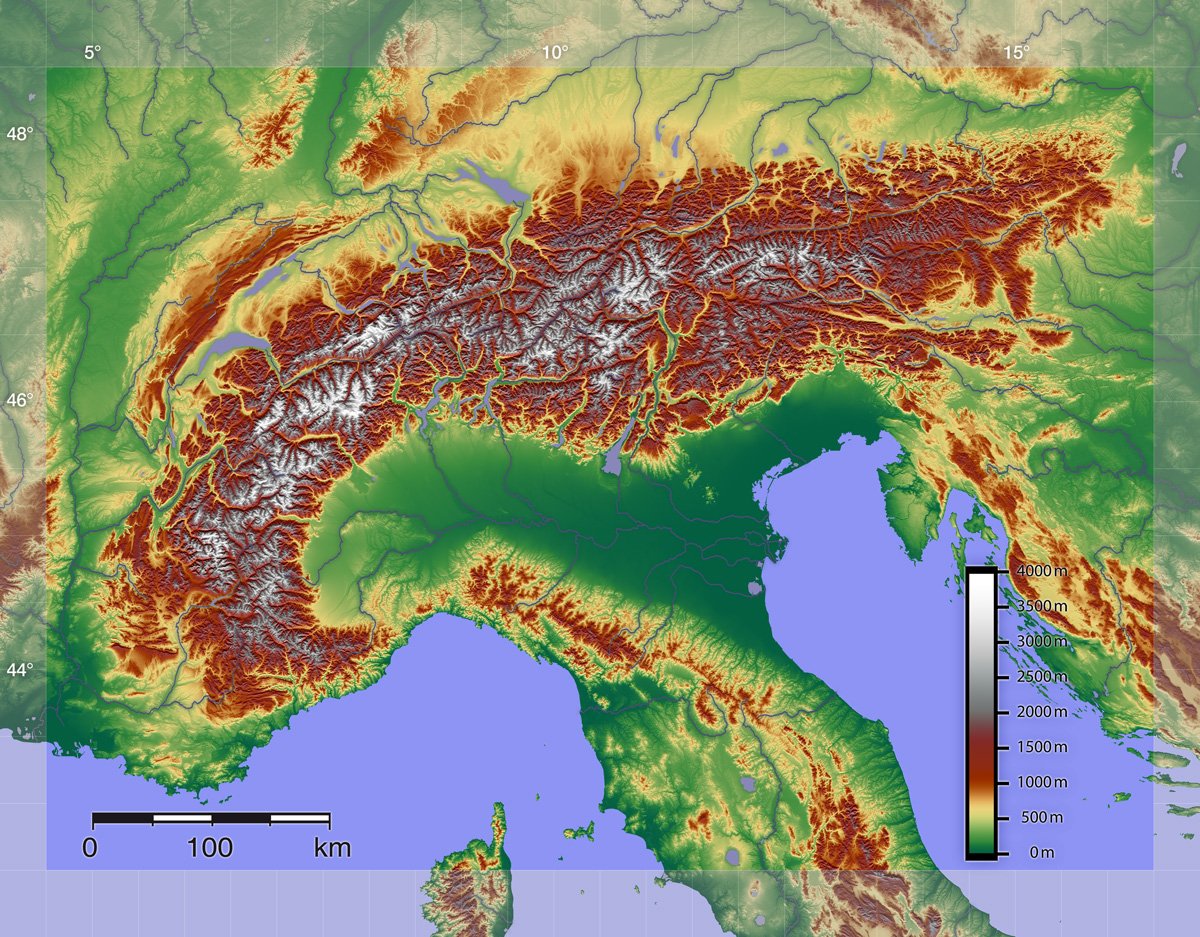
Munții Alpi

Elveția are 3 zone geografice mai importante, cu climă diferită: 
1. Jura (caracterizat prin procese tectonice de încrețire din perioada jurasică, cu o altitudine între 1000 și 1700 m),
2. Elveția centrală (cca. 30 % din suprafața țării, importantă din punct de vedere industrial, cu zone deluroase și de șes, având o altitudine între 400 și 600 m, situată între Jura și regiunea Alpilor elvețieni),
3. Regiunea Alpilor care se continuă mai departe în Franța, Italia, Germania, Austria, Liechtenstein și Slovenia.

Suprafața arabilă a Elveției însumează (14.813 km²) ce reprezintă 38 % din suprafața țării, 30,4 % (12.522 km²) fiind pădure și 25,5 % (10.531 km² fiind regiune muntoasă neproductivă.

Lungimea maximă a țării pe direcția nord-sud este de 220 km, iar pe direcția est-vest de 348 km.

## Geologie
Structura geologică a Elveției este în mare măsură datorată coliziunii cu milioane de ani în urmă a plăcii tectonice continentale africane cu cea europeană. Munții Alpi au structura de bază constituită din granit. În perioada jurasică au rezultat munți de încrețire din calcar, mai mici decât Alpii. Regiunea Elveției centrale cuprinde șesuri și dealuri.
La aceste trei zone se mai adaugă Valea Padului în sud cu înălțimea Tessin, regiunea Mendrisio și depresiunea Rinului superior, unde se află orașul Basel.

## Munții

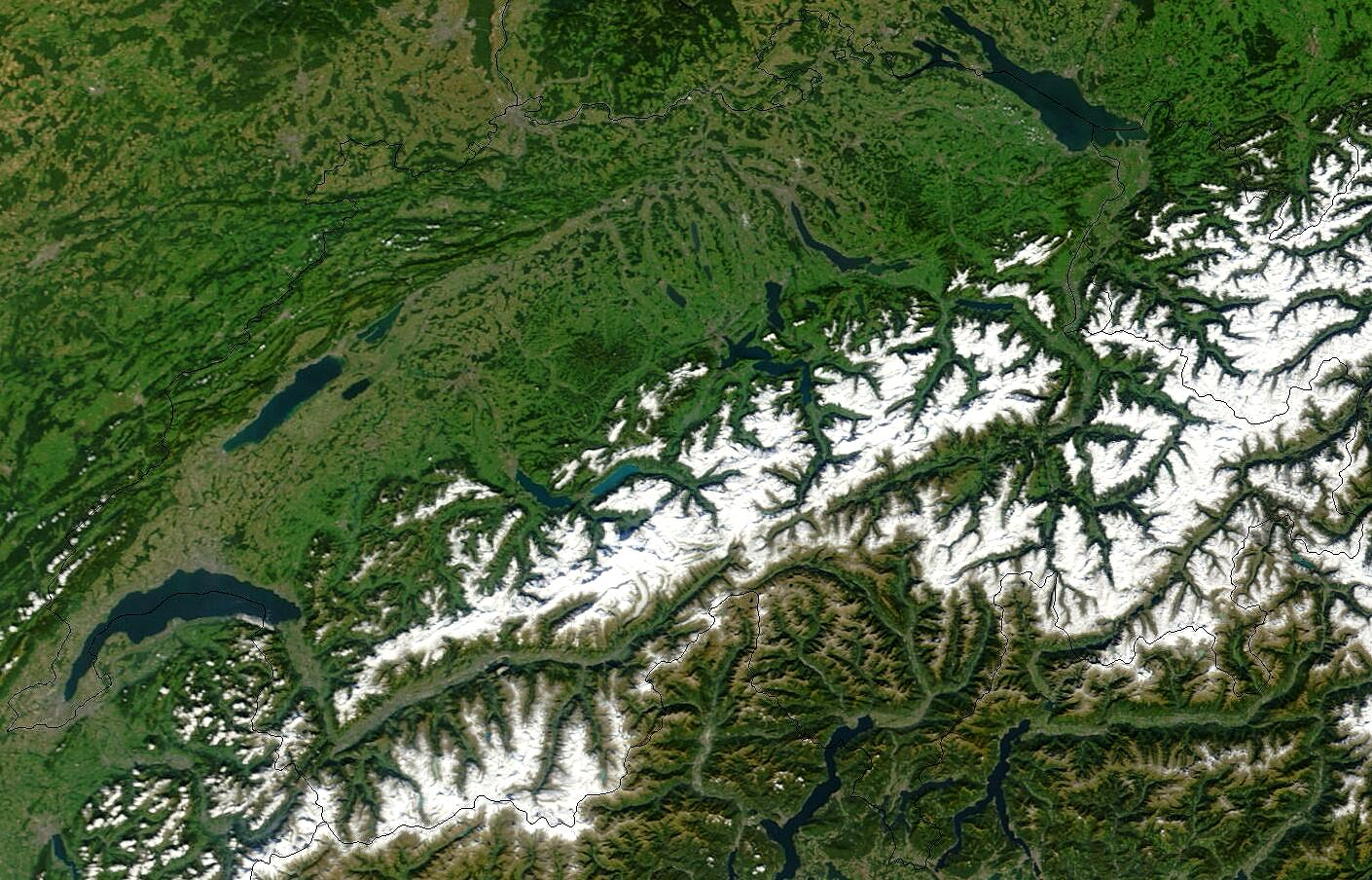
Elveția imagine din satelit

În Elveția există 74 de vârfuri muntoase care depășesc 4000 m altitudine, dintre care 55 sunt în Elveția și 19 la granița cu Italia. In Alpii Walliser sunt un număr 12 piscuri, constituind cei mai înalți munți din Elveția. Vârful cel mai înalt din Walisseri și din Elveția este Dufourspitze (4.634 m) din Masivul Monte-Rosa.
Acești munți cu piscurile lor înzăpezite sunt punctele de atracție principale ale Elveției pentru schiori și turiști din lumea întreagă.
Prin amplasarea centrală geografică a Alpilor Waliser, încercuiți fiind de Masivul Alpilor, regiunea Walliser are o climă mai blândă decât clima munților învecinați din nord și sud.
 Această climă a favorizat zona de pădure, care aici urcă la altitudini mai mari.

### Caracteristicile munților Walliser
- Alpilor Walliser aparțin cele mai multe piscuri peste 4000 m înălțime.
- Au cei mai extinși ghețari din Alpi.
- Vârful Dufourspitze cu 4.634 m este cel mai înalt munte din Elveția.
- Matterhorn este muntele cel mai cunoscut din Europa.
- Weisshorn, prin forma lui piramidală cu trei piscuri, este considerat cel mai frumos munte din Alpi.
- Peretele de est al masivului Monte-Rosa este cel mai înalt și cel mai spectaculos lanț muntos din Alpi, cu o diferență de altitudine de aproape 3.000 m.
- Alpii Walliser prezintă diferențele de altitudine cele mai mari. Între vârful Dufourspitze (4.634 m) și Valea Dora Baltea la Ivrea in Piemont (253 m) există o diferență de nivel de aproape 4.400 m.
- Partea sudică a parcului natural Alta Valsesia atinge altitudinea cea mai mare din Europa (4.559 m).
- Nicăieri în Alpi nu are posibilitatea un alpinist să aibă grupate în apropiere atâtea piscuri de peste 4000 m înălțime, ca în masivul Monte-Rosa.
- Cabana Capanna Regina Margherita are cea mai înaltă altitudine din Alpi (4.554 m), pe piscul Signalkuppe din masivul Monte-Rosa.
- Tunelul Simplon este cel mai lung tunel de cale ferată din Elveția, respectiv al doilea ca lungime din Europa.
- Cel mai înalt teleferic din Elveția se află pe Klein-Matterhorn, la 3.820 m altitudine.
- Metro Alpin de la lacul Saas Fee, la 3.600 m altitudine, este unic în lume.
- Funitel Verbier este linia cu capacitatea de transport cea mai mare din Elveția (cca 3000 persoane pe oră).
- La Zermatt se află cel mai înalt stâlp de susținere (94 m) al telefericului spre Matterhorn.
- Lacul Lac des Dix este cel mai mare lacul de acumulare Elveția cu o capacitate de 400 milioane m³ (înălțimea digului atinge 284 m).

## Vârfuri

### 4000 m altitudine
| - Dufourspitze (Monte Rosa), 4.634 m - Nordend (Monte Rosa), 4.609 m - Zumsteinspitze (Monte Rosa), 4.563 m - Signalkuppe (Monte Rosa), 4.554 m - Dom, 4.545 m - Lyskamm Ostgipfel, 4.527 m - Weisshorn, 4.505 m - Täschhorn, 4.491 m - Lyskamm Westgipfel, 4.479 m - Matterhorn, 4.477 m - Parrotspitze (Monte Rosa), 4.432 m - Dent Blanche, 4.356 m - Ludwigshöhe (Monte Rosa), 4.341 m - Nadelhorn, 4.327 m - Schwarzhorn (Monte Rosa), 4.322 m - Combin de Grafenaire, 4.314 m - Lenzspitze, 4.294 m - Stecknadelhorn (Nadelgrat), 4.241 m - Castor, 4.228 m - Zinalrothorn, 4.221 m | - Hohberghorn (Nadelgrat), 4.219 m - Vincent-Pyramide (Monte Rosa), 4.215 m - Alphubel, 4.206 m - Rimpfischhorn, 4.199 m - Strahlhorn, 4.190 m - Combin de Valsorey, 4.184 m - Dent d'Hérens, 4.171 m - Breithorn Westgipfel, 4.164 m - Breithorn Mittelgipfel, 4.159 m - Bishorn, 4.153 m - Combin de la Tsessette, 4.141 m - Breithorn Ostgipfel, 4.139 m - Breithorn-Zwillinge Ostgipfel, 4.106 m - Pollux, 4.092 m - Breithorn Roccia Nera, 4.075 m - Ober Gabelhorn, 4.063 m - Punta Giordani (Monte Rosa), 4.046 m - Dürrenhorn (Nadelgrat), 4.035 m - Allalinhorn, 4.027 m - Weissmies, 4.023 m - Lagginhorn, 4.010 m |

## Lacuri

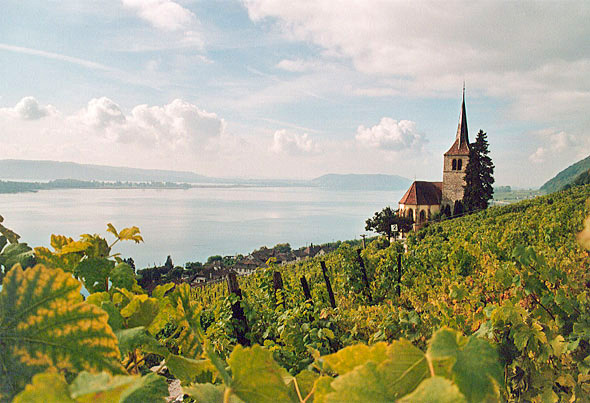
Bielersee la Ligerz

Elveția prin structura topografică a reliefului are cca. 1500 de lacuri glaciare (formate în perioada glaciară din Europa). După mărime se pot enumera Lacul Geneva (580.03 km²) situat la granița cu Franța fiind în Elveția 60 % din suprafața lacului.
Lacul Boden (Lacul Constanța) cu suprafața de  536.00 km² situat la granița cu Germania și Austria, pe teritoriul Elveției fiind numai 23.73 %, Lacul Maggiore cu 193 m altitudine (locul cel mai jos din Elveția) fiind 19.28 % pe teritoriu elvețian, restul în Italia. Se mai pot aminti lacurile Neuenburgersee (215.20 km²), Vierwaldstättersee (113.72 km²) și Zürichsee (88.17 km²).

## Râuri

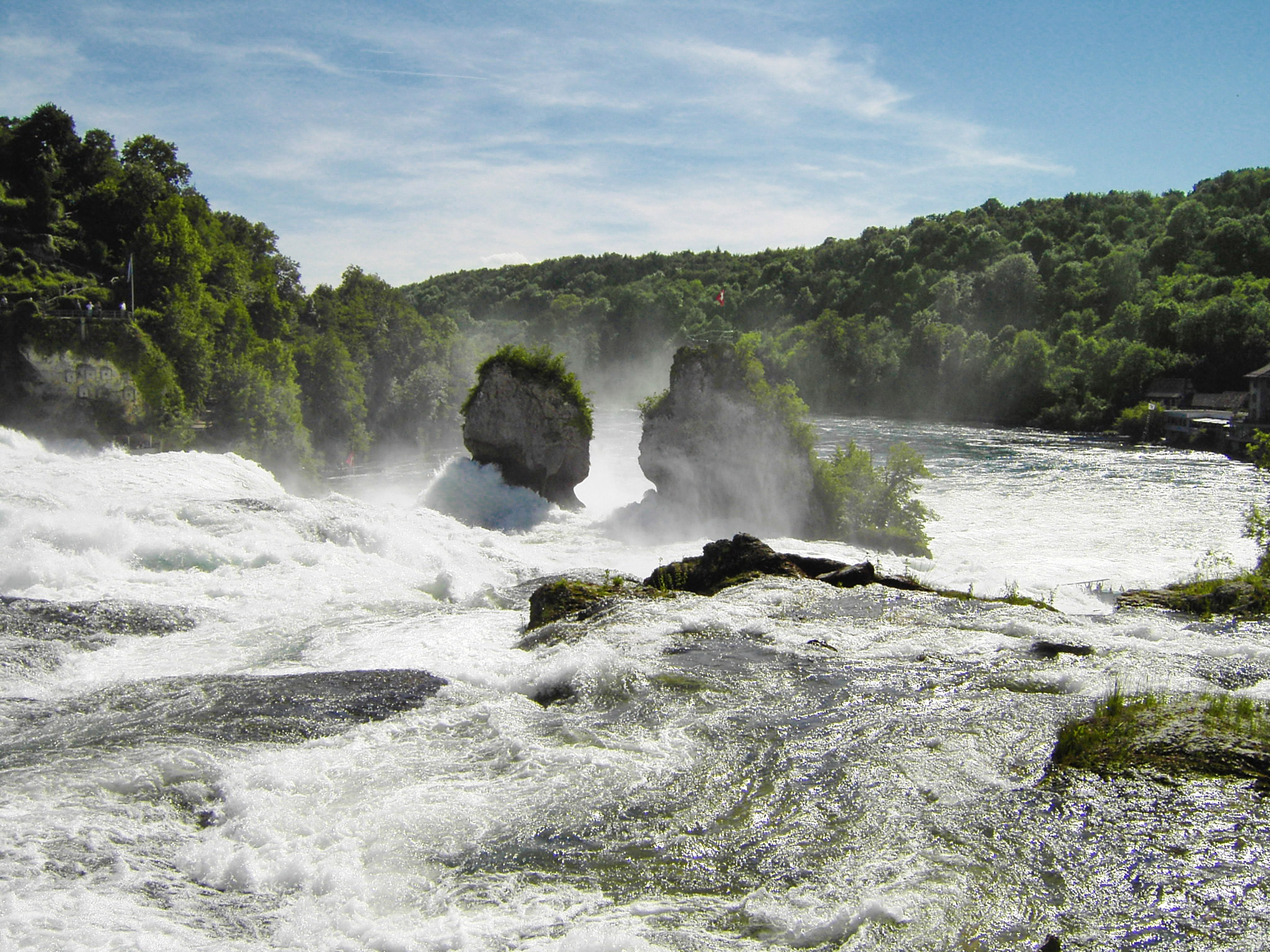
Rinul la Schaffhausen

Două fluvii mari europene au izvorul în Elveția și anume Rinul și Ronul.
Ambele fluvii izvoresc din Masivul Gotthard care este și o cumpănă a apelor.
Rinul curge prin Reichenau din cantonul Graubünden, prin unirea celor două ramuri (Rinul Anterior și Rinul Posterior), de fapt numai Rinul Anterior izvorăște din estul Masivului Gotthard, Rinul Posterior își are izvorul situat în sud în Pădurea Rinului din Tessin lângă Pasul Bernadino. Rinul curge prin localitățile mai mari Schaffhausen, Basel la granița cu  Liechtenstein și Austria (prin landul Voralberg) până ce se varsă în Lacul Boden, lângă Constanța părăsește lacul curgând mai departe pe teritoriul Germaniei curge spre nord vărsându-se în Marea Nordului.
 Ronul izvorăște din partea vestică a Masivului Gotthard (Rhônegletscher) (Ghețarul Ronului) curge prin cantonul Wallis vărsându-se în Lacul Geneva, părăsește lacul lângă orașul Geneva părăsește Elveția vărsându-se pe teritoriul Franței în Marea Mediterană.
Cu excepția râurilor din Engadina (ital.Engadina Grădina Innului din cantonul Graubünden) și a celor din Tessin (Tilcino), toate celelate râuri ale Elveției se varsă în Rin sau Rhône.
Râul Inn izvorăște la sud de St. Moritz (Engadin) trecând prin lacul  Silser prin Tirol și se varsă la Passau în Dunăre care se va vărsa în Marea Neagră pe teritoriul României. 
Tessin sau Tilcino izvorăște din partea sudică a Masivului Gotthard curge spre sud trece prin Lacul Maggiore, se varsă în Pad care la rândul lui se varsă pe teritoriul Italiei în Marea Mediterană.
Râul care are lungimea cea mai mare pe teritoriul Elveției este Rinul cu 375 km urmat de Aare (izvor în Masivul Gotthard) cu 295 km și Ronul cu 264 km.
Alte râuri ce se mai pot aminti sunt Reuss și Limmat (afluenți ai Aarelui); Doubs având izvorul în Franța, care traversează Jura spre nord se varsă în Sona care la rândul ei se varsă în Ron, la Lyon.

## Clima
In nordul Alpilor este o climă temperată, iar în sudul Alpilor domină o climă mediteraneană. Clima în Elveția diferă mult de la o regiune geografică la alta. Astfel Elveția se poate împărți în patru zone climatice:
1. Regiunea munților jurasici (nordul-vestul Elveției)
2. Regiunea centrală teritoriul dintre Alpi și munții jurasici
3. Regiunea prealpină și alpină în sudul Elveției regiunii centrale
4. Regiunea din sudul Elveției (Cantonul Walis, Tessin, Engadin și Graubünden)

In principiu domnește în zona centrală și a munților jurasici și regiunea alpină o climă asemănătoare, diferențe mai mari climatice fiind în regiunea de sud a Elveției. Pe când în regiunea centrală și alpină precipitațiile medii sunt cca.  2000 mm/an în Walis (valea Rhôn-ului) sunt numai 550 mm/an fiind zona cea mai uscată. Cantitatea de precipitații vara, cu excepția Valea Rhôn-ului, este dublă în comparație cu iarna.
Temperatura depinde mult de altitudinea locului, având spre vest o tendință ușoară de creștere (în medie de cca. 1 °C) Luna cea mai călduroasă iulie cu o temperatură medie între 16 - 19 °C, iar  temperatura medie anuală este de cca. 7 - 9 °C. In Alpi este clima aspră caracteristică munților înalți. 
Ca vânturi permanente se poate aminti Föhnul un vânt călduț (nu bate în regiunea munților jurasici), iar Bise este un vânt rece care nu bate de obicei în sudul Elveției.

## Flora
Pădurile ocupă o suprafață de 30 % din suprafața Elveției, astfel în zona alpină domină rășinoasele (piceacaee ca: bradul, molidul, zada (larix), pinul (pinus cembra)), pădurile jucând în munți un rol important de reducere a formării lavinelor și inundațiilor.
La altitudinea de sub 1000 de m cresc pădurile de foioase în amestecate, iar în Tessin ca o caracteristică regională s-au extins pădurile de castan domestic, servind în trecut o resursă de hrană a populației.

## Fauna
In Elveția sunt în total 40 000 de specii de animale din care 30 000 sunt insecte. 
Numărul mamiferelor se cifrează la un număr de 83 de specii, din care o mare parte sunt lilieci și mamifere mici.
Toate animalele mari de pradă sunt dispărute de câteva secole printr-o vânare excesivă, azi prin cunoașterea importanței acestor animale în menținerea echilibrului în sistemul ecologic, s-au luat măsuri de repopulare din Italia sau Polonia cu râs,  lup și ursul brun care sunt încadrate în grupa animalelor ocrotite, precum și la o vânare limitată a celorlalte animale carnivore vulpe, vidră, jder, și pisică sălbatică.
Sunt de asemenea prezente și alte animale sălbatice ca și căprioara, cerbul, elanul, bourul, capra sălbatică, capra neagră, muflonul, mistrețul și castorul.